# 朝鮮の姿
『朝鮮の姿』（ちょうせんのすがた、朝鮮語：조선의 모습）は、朝鮮民主主義人民共和国（北朝鮮）の歌曲である。

## 概要
この楽曲は北朝鮮のラジオやテレビで放送され、朝鮮の声放送では『朝鮮の姿（チョソンのすがた）』の曲名でたびたび紹介される。「一心団結」を歌った曲である。公演などで、功勲国家合唱団や青峰楽団によっても披露され、牡丹峰楽団との共演もある。